# Фентон, Эдвард
Эдвард Фентон (англ. Edward Fenton; ? — 1603) — английский мореплаватель.
В 1577 и 1578 годах принимал участие во втором и третьем путешествиях Мартина Фробишера, имевших целью открытие северо-западного пути в Индию и Китай. Фентон командовал в этой экспедиции кораблём «Габриэль» и на 10 дней раньше Фробишера достиг пролива, которому последний дал своё имя.
В 1582 году Фентон отправился с 5 кораблями в экспедицию вокруг мыса Доброй Надежды, к Молуккским островам. Захватив около берегов Бразилии три испанских корабля, он вернулся в Англию.
В 1588 году, командуя кораблём, принимал участие в борьбе с непобедимой армадой.